# Vähä-Palpanen
Vähä-Palpanen är en sjö i kommunen Heinola i landskapet Päijänne-Tavastland i Finland. Arean är 34 hektar och strandlinjen är 2,4 kilometer lång. Sjön  ingår i Kymmene älvs huvudavrinningsområde.   Den ligger omkring 22 kilometer nordöst om Lahtis och omkring 120 kilometer norr om Helsingfors. 
Vähä-Palpanen ligger öster om Iso-Palpanen. 